# Xã Williamsfield, Quận Ashtabula, Ohio
Xã Williamsfield (tiếng Anh: Williamsfield Township) là một xã thuộc quận Ashtabula, tiểu bang Ohio, Hoa Kỳ. Năm 2010, dân số của xã này là 1.645 người.